# ثيليا الروائية
ثيليا الروائية هي عمل روائي والكتاب الثالث في سلسلة كتب الأطفال التي كتبتها الكاتبة الإسبانية إلينا فورتون. وكما هو الحال مع بقية الكتب في السلسلة التي نُشرت قبل "ثيليا الأم الصغيرة" (1939)، فإن "ثيليا الروائية" هو مجموعة من القصص القصيرة التي نُشرت في مجلة "بلانكو إي نيجرو"، ثم جُمعت ونُشرت في كتاب عن طريق دار النشرأجيلار عام 1934. يختلف هذا الكتاب في أسلوبه عن بقية كتب السلسلة، حيث تتقمص البطلة،ثيليا جالفيس دي مولتانبان ، دور الكاتبة إلينا فورتون، وتحكي مغامراتها مع الغجر بعد أن شعرت بالملل خلال فصل الصيف. لا يُكمل الكتاب الأحداث التي انتهت في "ثيليا في المدرسة"، لكنه يروي القصص التي كتبتها ثيليا في الدفتر الذي أهداها إياه والدها في ذلك الكتاب. كانت الطبعات الأولى من "ثيليا الروائية" مزودة برسوم توضيحية من إبداع مولينا جايينت، وفي الطبعات اللاحقة تم استبدالها برسوم من فنانين آخرين. كان هذا الكتاب الأخير في السلسلة الذي تم تحويله إلى التلفزيون، حيث تم اقتباسه لفترة وجيزة ضمن مسلسل "ثيليا" الذي أخرجه خوسيه لويس بورو عام 1992. وفي الدقائق الأخيرة من الحلقة السادسة، لعبت كريستينا كروز مينجيز دور ثيليا، التي تهرب من المدرسة مع مجموعة من لاعبي الدمى المتجولين بحثًا عن والديها. وفي العام نفسه 1934، نُشر أيضًا في شكل كتاب الجزء التالي من قصة ثيليا جالفيس، بعنوان "ثيليا في العالم".